# タイ国際開発協力機構
タイ国際開発協力機構(タイ語:สำนักงานความร่วมมือเพื่อการพัฒนาระหว่างประเทศ、英語：Thailand International Development Cooperation Agency 英略称:TICA）は、タイ王国内閣 外務省 に所属する国際協力機関。2004年発足。「タイ国際協力開発庁」とも記述される。

## 概要
タイ国際開発協力機構は2004年10月18日に設置されたタイ外務省の局レベル組織である。国際開発協力のために計画策定、教育、政策分析、計画執行、コーディネーション、推定などの事業を行う。1950年に設立された、先進国からの技術支援のタイ国内への受け入れを担当した技術経済協力局 （กรมวิเทศสหการ、DTEC）を前身としている。技術経済協力局はもともとは外国からの支援の受け皿としての機能し、年間平均60団体以上の国家と国際機関、9000万ドルの資金、580人以上のコンサルタントにサービスを提供していた。しかし、近年、タイの経済と技術の発展に伴い、適正技術移転を提供する国際協力に重点を移してきた。支援先は主に周辺近隣諸国、カンボジア、ラオス、ミャンマー、ベトナムであった。現在は、同機構が主に技術協力援助を担当し、周辺諸国経済開発協力機構(NEDA)が資金援助を担当している。現在までに活動は周辺諸国外にも広がっており、南アジア（スリランカ、ブータン）、中央アジア（ウズベキスタン、カザフスタン、タジキスタン）、中東 （ヨルダン、イラク、アフガニスタン）、アフリカ（マダガスカル、モザンビーク、レソト、エジプト、ラテンアメリカ（キューバ、ペルー）などで二国間支援活動が行われた。また多国間支援の実績もある。

## 所在地
バンコク ポーンプラープ区 ワットソーマナット地区 クルンガセーム通り 962 （เลขที่ 962 ถนนกรุงเกษม　แขวงวัดโสมนัส เขตป้อมปราบศัตรูพ่าย กรุงเทพฯ 10100）  

## 部局
- 事務局 （สำนักผู้อำนวยการ）
- 国際開発協力局（กลุ่มภารกิจให้ความร่วมมือเพื่อการพัฒนากับต่างประเทศ）
- 人材開発国際協力局（กลุ่มภารกิจความร่วมมือกับต่างประเทศเพื่อการพัฒนาทรัพยากรมนุษย์）
- 開発資金協力局（กลุ่มภารกิจความร่วมมือหุ้นส่วนเพื่อการพัฒนา）
- 特恵・プロジェクト調達局（กลุ่มภารกิจอำนวยสิทธิพิเศษและพัสดุโครงการ）

## 南南援助
同機構では南南援助を推進しており、先進国から資金、知識、ネートワークなどのパートナー協力を受けながら、諸外国への援助を推進していく援助プログラムを持っている。

## 関連事項
- 外務省